# John Sims
John Sims   (Canterbury, 13 d'octubre de 1749 - Dorking, 26 de febrer de 1831) va ser un metge i botànic anglès. El gènere Simsia li ret homenatge.
Sims nasqué a Canterbury, Kent, fill de Robert Courthope Sims (1720–1812), un metge i de Rebecca Tritton (1723–c1781). El seu pare era membre de la Society of Friends i publicà An Essay on the Nature and Constitution of Man.
Va ser educat a la Quaker school de Burford, Oxfordshire. Estudià medicina a l'Edinburgh University, obtingué el seu PhD el 1774. La seva dissertació va ser "De usu aquæ frigidæ interno."
Es traslladà a Londres el 1766, on treballà de metge. El 1780 va ser nomenat Physician and Man Midwife to the Charity for Delivering Poor Married Women at their own Houses.
Va ser el editor primer de Curtis's Botanical Magazine (1801–1826 vols. xiv–xlii) després de la mort del seu fundador, William Curtis, i edità Annals of Botany (1805–06) amb Charles Konig.
Va ser membre fundador de la Linnean Society. El 1814 va ser elegit Fellow de la Royal Society.

George Bentham  comprà el seu herbari i passà al Royal Botanic Gardens, Kew.
Els seus escrits de botànica inclouen una descripció de l'efecte de la humitat sobre Mesembryanthemum en el Medical and Physical Journal (vol. ii. 1799), i una descripció, "Description of Amomum exscapum" en Annals of Botany (vol. i.).